# Хільченко Віктор Петрович
Віктор Петрович Хільченко (24 червня 1947, село Гречківка, тепер у складі міста Сміла Смілянського району Черкаської області) — український радянський діяч, новатор виробництва, слюсар Смілянського електромеханічного ремонтного заводу імені Шевченка Черкаської області. Депутат Верховної Ради УРСР 8-го скликання.

## Біографія
Народився в родині залізничника. Закінчив вісім класів Смілянської середньої школи № 12 та Смілянське професійно-технічне училище № 4 Черкаської області. Член ВЛКСМ.
З 1963 року — слюсар цеху головних генераторів Смілянського електромеханічного ремонтного заводу імені Шевченка Черкаської області.
Служив два роки у лавах Радянської армії. Після демобілізації повернувся на ремонтний завод.
Потім — на пенсії у місті Смілі Черкаської області.

## Нагороди
- ордени
- медаль «За доблесну працю. На ознаменування 100-річчя з дня народження Володимира Ілліча Леніна» (1970)
- медалі